# En handske
En handske: skådespel i tre akter (originaltitel: En Hanske: skuespil) är ett drama av Bjørnstjerne Bjørnson, utgivet första gången 1883. Pjäsen översattes till svenska av Cecilia Holmberg, som samtidigt omarbetade den.
Pjäsen är ett emancipationsdrama i vilket Bjørnson fördömer den sexuella dubbelmoralen och förespråkar att mannen ska leva lika sedligt som kvinnan. Pjäsen hade svensk premiär den 4 september 1888 på Gefle teater.

## Handling
Svava är förälskad i statsministers son Alf. Herr Hoff kommer på besök och visar sin döda hustrus brev, vilka bevisar att hon har varit otrogen. Svava förstår snart att det är Alf som Hoffs hustru har varit otrogen med. Genom ett besök hos vännen Fasan får hon reda på fästmannens promiskuösa liv. Snart förstår hon att alla män, inklusive hennes egen far, tillämpar olika moraliska måttstockar på mäns och kvinnors sexualitet. Familjerna försöker försona Svava med Alf, dock utan att lyckas. Svava kastar sin handske i ansiktet på Alf och skandalen är ett faktum.

## Rollista
- Riis
- Fru Riis
- Svava, deras dotter
- Christensen
- Fru Christensen
- Alf, hans son
- Hoff
- Margit, tjänsteflicka
- Marie, tjänsteflicka
- Peter
- 6–8 unga damer

## Mottagande
Dramat kom att bli mycket omdiskuterat på grund av den så kallade handskmoralen som förespråkas och som går ut på att både män och kvinnor skulle leva "sedligt" innan äktenskapet, det vill säga att både mannen och kvinnan skulle avstå från att ha sexuellt umgänge. I Sverige var den litterära vänstern reserverad, medan högersidan, bortsett från enstaka anmälare som tyckte att fordringarna var alltför ideala, var positiv.